# Liste der Stolpersteine in Schorndorf

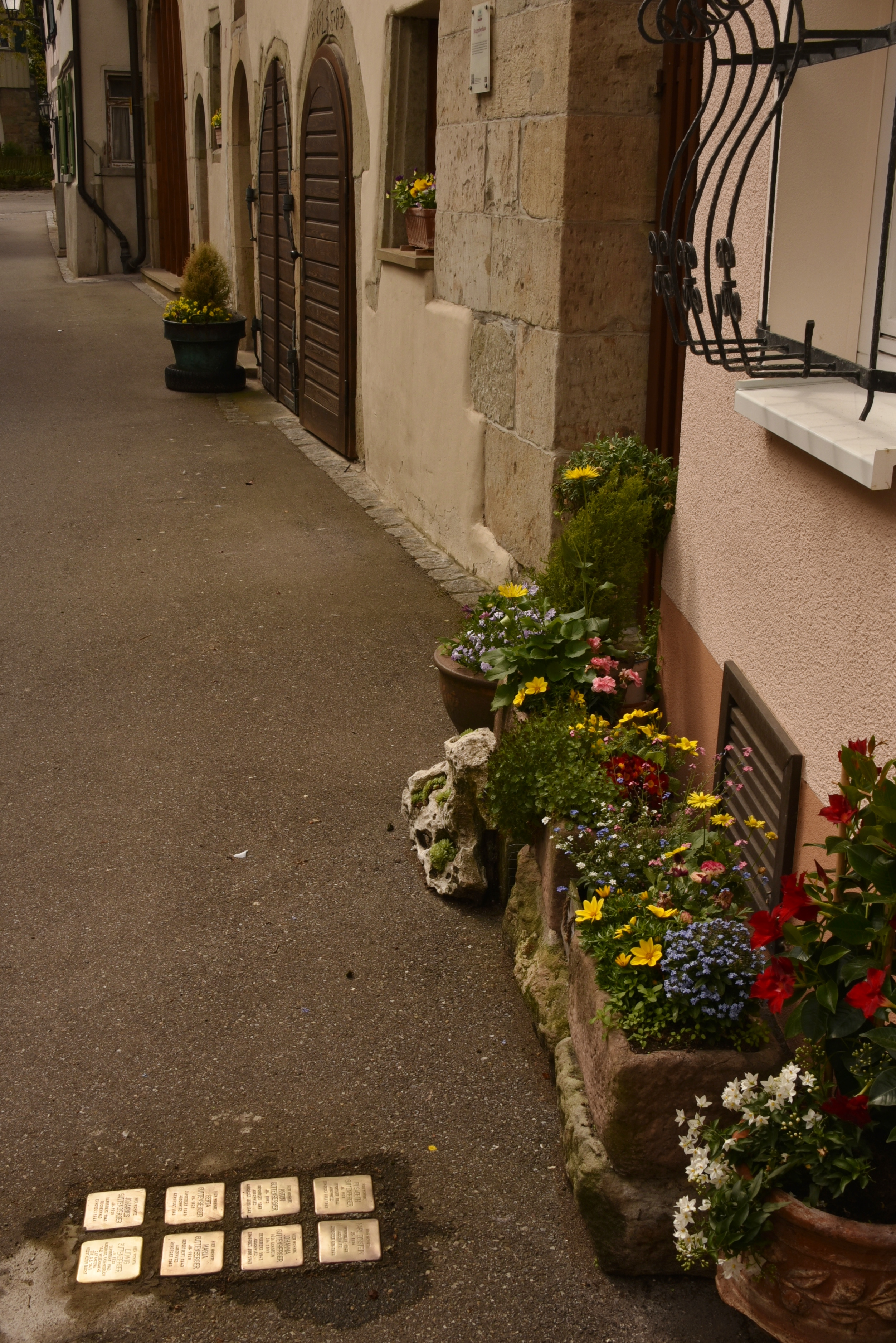
Stolpersteine in der Römmelgasse

In der Liste der Stolpersteine in Schorndorf sind alle zwölf Stolpersteine aufgeführt, die in Schorndorf im Rahmen des Projekts des Künstlers Gunter Demnig an bislang vier Terminen verlegt wurden. Auf Initiative der Schorndorfer Naturfreunde wurden die ersten Steine im September 2008 gesetzt, die bislang letzten im September 2021.

## Roma und Sinti

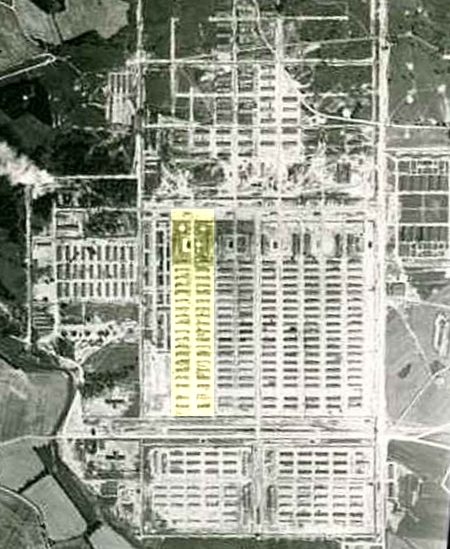
Das sogenannte Zigeunerlager in Auschwitz

Acht Mitglieder der Familie Guttenberger wurden vom NS-Regime ermordet, weil sie der Volksgruppe der „Zigeuner“ zugerechnet wurden. Für sie wurden in Schorndorf Stolpersteine verlegt. Dazu Bürgermeister Beeg in einem Schreiben vom 26. Januar 1939 an den Landrat: „Die Eheleute Guttenberger haben wohl ein zigeunerähnliches Aussehen, führen aber keine Lebensweise nach Zigeunerart, da sie seit Jahren einen festen Wohnsitz haben. Die Kinder besuchen die hiesige Schule.“ Die Familie Guttenberger war jahrzehntelang mit Ausgrenzung und Abwertung konfrontiert. Ab Januar 1936 wurden die Nürnberger Rassengesetze auch auf Roma und Sinti angewandt. Im April 1938 reiste Dr. Adolf Würth von der Rassenhygienischen Forschungsstelle in Berlin nach Schorndorf und verlangte, dass sich Anton und Johanna Guttenberger einer „Rassenuntersuchung“ unterziehen sollten. Das Ehepaar lehnte empört ab. Die Tatsache, dass Albert, Ludwig, Rudolf und Gustav Guttenberger 1939 zur Wehrmacht eingezogen wurden, wog die Familie in Sicherheit. Doch zum Jahresanfang 1942 wurden die vier Männer vom weiteren Wehrdienst ausgeschlossen. Nunmehr war es aber zur Emigration zu spät. Die Verkehrsverbindungen nach Westen und Osten waren komplett unterbunden, der Norden weitgehend deutsch besetzt, auch der Personenschiffsverkehr nach Asien und Südamerika war weitgehend zum Erliegen gekommen. Bereits im Mai 1940 waren vom Sammellager Hohenasperg 2.500 Sinti und Roma in Zügen nach Polen verschleppt worden. Anton und Johanna Guttenberger hatten zehn Kinder und ein Pflegekind, Karl Eckstein. Acht Familienmitglieder wurden im März 1943 verhaftet und in das Konzentrationslager Auschwitz deportiert. Sie wurden dort im sogenannten Zigeunerlager interniert. In Auschwitz ermordet wurden das Elternpaar sowie Berta (17), Maria (15), Johannes (14), Elisabeth (12) und Karl Eckstein (9). Zwei Söhne, Ludwig und Albert, konnten sich im März 1943 der Verhaftung entziehen, doch Ludwig Guttenberger wurde dann doch gefasst, kam in die Konzentrationslager Auschwitz, Ravensbrück und Neuengamme und verlor schließlich am 3. Mai 1945 bei einem irrtümlichen Angriff britischer Jagdbomber auf Schiffe mit KZ-Häftlingen in der Lübecker Bucht sein Leben.
Rudolf (22) überlebte Auschwitz, kam ins KZ Natzweiler und musste dort Giftgasversuche über sich ergehen lassen. Er überlebte auch diese Tortur. Weil Johanna (29), Karoline (18) und Gustav (20) für die Rüstungsindustrie arbeiteten, wurden sie weder verhaftet noch deportiert. Sie überlebten. Albert konnte das NS-Regime ebenfalls überleben, er wohnte dann noch bis 1957 in Schorndorf.

## Stolpersteine in Schorndorf
In Schorndorf wurden 15 Stolpersteine an acht Adressen verlegt. 

Die Tabelle ist teilweise sortierbar; die Grundsortierung erfolgt alphabetisch nach dem Familiennamen des Opfers.
| Stolperstein | Inschrift | Verlegeort                   | Name, Leben |
| ------------ | --- | ---------------------------- | --- |
|              | HIER WOHNTE PAUL J. DIEBEL JG. 1912 IM WIDERSTAND 'SCHUTZHAFT' 1933 HEUBERG VERHAFTET 2.12.1938 WELZHEIM DACHAU/BUCHENWALD ERMORDET 14.3.1940 | Schillerstraße 74            | Paul Diebel, |
|              | HIER WOHNTE KARL ECKSTEIN JG. 1934 DEPORTIERT 1943 AUSCHWITZ ERMORDET AUG. 1943                                                               | Römmelgasse 8 (Lage)         | Karl Eckstein, geboren am 25. Mai 1934, war ein Pflegekind der Familie Guttenberger. Gemeinsam mit seinen Pflegeeltern und fünf von deren zehn Kindern wurde er am 13. März 1943 in der Früh verhaftet. Der Junge und seine Angehörigen mussten das Wochenende im Ortsgefängnis verbringen, sie wurden am 15. März mit dem Zug nach Stuttgart verschleppt. Die Fahrtkosten in Höhe von 16,80 RM wurden der Stadtkasse verrechnet. Noch am selben Tag, nach Einbruch der Dunkelheit, wurden die acht Familienangehörigen in Viehwaggons in das Konzentrationslager Auschwitz deportiert, wo der Zug am späten Abend des 17. März einlangte. Die Familie wurde im Zigeunerlager inhaftiert. Aufgrund der katastrophalen hygienischen Bedingungen und der strukturellen Mangel- und Unterernährung verlor der neunjährige Karl Eckstein am 11. August 1943 in Auschwitz-Birkenau sein Leben. |
|              | HIER WOHNTE MARIE ANNA FETZER JG. 1908 EINGEWIESEN 10.5.1933 HEILANSTALT WINNENDEN ‚VERLEGT‘ 30.5.1940 GRAFENECK ERMORDET 30.5.1940 AKTION T4 | Römmelgasse 13 (Lage)        | Marie Anna Fetzer, geboren am 15. Juni 1908 in Schorndorf, wurde nach einer Untersuchung in der Universitätsnervenklinik Tübingen im Mai 1933 in die Heilanstalt Winnenden eingewiesen. Dort kam am 19. April 1940 ihr Sohn Siegfried Waldemar zur Welt. Nur sechs Wochen später, am 30. Mai 1940, wurde Marie Anna Fetzer in die „Landespflegeanstalt“ Grafeneck eingewiesen und am gleichen Tag im Rahmen der NS-Euthanasieverbrechen dort ermordet. |
|              | HIER WOHNTE HEINRICH TALMON GROSS JG. 1882 VERHAFTET 1937 DACHAU ERMORDET FEB. 1945                                                           | Neue Straße 23 (Lage)        | Heinrich Talmon Groß war mehr als neun der zwölf Jahre unter nationalsozialistischer Gewaltherrschaft inhaftiert und er starb schließlich auch in einem Konzentrationslager. Geboren wurde der Sozialdemokrat, Gewerkschaftler und Gegner des NS-Regimes am 2. August 1882 in Neuhengstett bei Calw. Er stammte aus einer kinderreichen Arbeiterfamilie, lernte des Beruf des Zigarrenmachers und kam 1901 nach Schorndorf. Er engagierte sich in der SPD und in der Gewerkschaft. Im April 1921 wurde er hauptamtlicher Gewerkschaftssekretär des Deutschen Tabakarbeiterverbands, im August 1925 wurde Gemeinderat in Schondorf. In der Gemeinderatssitzung vom 2. Oktober 1928 wandte er sich wortgewandt gegen einen Festakt zu Ehren des Reichspräsidenten und die im Rathaussaal aufgehängten Bilder Hindenburgs und General Ludendorffs kritisierte er als Verherrlichung des Krieges, der nichts anderes als Völkermord sei. Die örtlichen Nationalsozialisten würden diesen Auftritt nicht vergessen. Ende Februar 1933, unmittelbar nach dem Reichstagsbrand, verhafteten sie Heinrich Talmon Groß und internierten ihn bis Dezember 1933 im Schutzlager Heuberg. Danach arbeitete er als selbständiger Zigarrenmacher und als Reisevertreter für Laichinger Leinenwäsche. In einer Miedelsbacher Gaststätte äußerte er sich kritisch über die sogenannte Schutzhaft und den Reichstagsbrand. Er wurde denunziert, am 5. September 1936 verhaftet und zu viereinhalb Monaten Gefängnis wegen politischer Verleumdung verurteilt. Die Strafe verbüßte er im Landesgefängnis Rottenburg. Am 9. April 1937 wurde er neulich verhaftet und in das Konzentrationslager Dachau verschleppt. Zeitweise musste er ins KZ Mauthausen Zwangsarbeit verrichten. Am 20. Februar 1945 kam er in Dachau ums Leben, er war 63 Jahre alt. Bereits im August 1945 wurde in Schorndorf eine Straße zur Erinnerung an den Widerstandskämpfer benannt, Bürgermeister Gottlob Kamm setzte die Umbenennung der Fabrikstraße, die während des NS-Regimes Sudetenstraße geheißen hatte, durch. Für Heinrich Talmon Gross wurde schließlich am 10. September 2013 ein weiterer Stolperstein in der Schießstraße 17 in Heidenheim an der Brenz verlegt. |
|              | HIER WOHNTE ANTON GUTTENBERGER JG. 1892 DEPORTIERT 1943 AUSCHWITZ ERMORDET JUNI 1943                                                          | Römmelgasse 8 (Lage)         | Anton Guttenberger wurde am 31. August 1892 in Markgröningen geboren. Er heiratete Johanna geb. Eckstein. Das Ehepaar bekam zehn Kinder und nahm ein Pflegekind auf, Karl Eckstein. Seit 1935 lebte die Familie in Schorndorf. Sie entstammten einer angesehenen Musikerfamilie, besaßen eine Haushälfte und waren gut in der Stadt integriert. Sie fühlten sich in Schorndorf zu Hause, waren an der Glaubensgemeinschaft ‚Christen der Tat‘ beteiligt. Durch Verfügung der Geheimen Staatspolizei (Gestapo) wurde „nach den geltenden Vorschriften“ und „zur Verhinderung reichsfeindlicher Bestrebungen“ die Haushälfte am Gebäude Römmelgasse 8 eingezogen – „zugunsten des Deutschen Reiches“. Bei dieser Gelegenheit wurden auch gleich die Brieftaschen von Anton und Rudolf Guttenberger beschlagnahmt, Reichsmark 11,69 bzw. Reichsmark 94,50, „samt Geldbeutel“. Am 13. März 1943 in der Früh wurden die Eheleute, fünf ihrer Kinder und der Pflegesohn verhaftet. Die Verhafteten mussten das Wochenende im Ortsgefängnis verbringen und wurden am 15. März mit dem Zug nach Stuttgart verschleppt. Die Fahrtkosten in Höhe von 16,80 RM wurden der Stadtkasse verrechnet. Noch am selben Tag, nach Einbruch der Dunkelheit, wurden die Guttenberger in Viehwaggons in das Konzentrationslager Auschwitz deportiert, wo der Zug am späten Abend des 17. März einlangte. Die Familie wurde im Zigeunerlager interniert. Aufgrund der katastrophalen hygienischen Bedingungen und der strukturellen Mangel- und Unterernährung verloren sieben von ihnen das Leben. Anton Guttenberger, registriert mit No. Z-4166, starb am 26. Juli 1943 in Auschwitz-Birkenau. Ein weiterer Sohn, Ludwig, kam am 3. Mai 1945 in der Neustädter Bucht ums Leben. Von den nach Auschwitz deportierten Familienmitgliedern konnte einzig Robert Guttenberger überleben. |
|              | HIER WOHNTE BERTA GUTTENBERGER JG. 1926 DEPORTIERT 1943 AUSCHWITZ ERMORDET 1943                                                               | Römmelgasse 8 (Lage)         | Berta Guttenberger |
|              | HIER WOHNTE ELISABETH GUTTENBERGER JG. 1931 DEPORTIERT 1943 AUSCHWITZ ERMORDET JULI 1943                                                      | Römmelgasse 8 (Lage)         | Elisabeth Guttenberger, geboren am 15. Januar 1931, wurde im März 1943 zusammen mit ihrer Familie verhaftet, nach Auschwitz deportiert und dort am 26. Juli 1943 ermordet. |
|              | HIER WOHNTE JOHANNA GUTTENBERGER GEB. ECKSTEIN JG. 1893 DEPORTIERT 1943 AUSCHWITZ ERMORDET JUNI 1943                                          | Römmelgasse 8 (Lage)         | Johanna Guttenberger |
|              | HIER WOHNTE JOHANNES GUTTENBERGER JG. 1929 DEPORTIERT 1943 BUCHENWALD ERMORDET 1944                                                           | Römmelgasse 8 (Lage)         | Johannes Guttenberger wurde am 9. September 1929 als Sohn von Anton Guggenberger und Johanna geb. Eckstein geboren. Er hatte neun Geschwister, auch lebte ein Pflegesohn im Haushalt. Teile des Lebensweges fehlen noch. Johannes wurde von seiner Familie getrennt und in das KZ Buchenwald überstellt. Dort wurde er am 14. September 1944 ermordet. |
|              | HIER WOHNTE LUDWIG GUTTENBERGER JG. 1920 DEPORTIERT 1943 AUSCHWITZ, RAVENSBRÜCK 1945 NEUENGAMME CAP ARCONA TOT 3.5.1945 NEUSTÄDTER BUCHT      | Römmelgasse 8 (Lage)         | Ludwig Guttenberger wurde am 30. März 1920 in Wimmental bei Weinsberg als Sohn von Anton Guggenberger und Johanna geb. Eckstein geboren. Die Großfamilie war sehr musikalisch. Er lernte Zimbel, Violine und Bratsche, im Jahr 1939 war er kurze Zeit Mitglied der Reichsmusikkammer. Der Traum einer Musikerlaufbahn endete, als er im Dezember 1939 für den Autobahnbau zum Reichsarbeitsdienst eingezogen wurde. Im Juni 1940 wurde er zur Wehrmacht eingezogen, war an der Flak in Ostrau eingesetzt, wurde jedoch einige Monate später aus rassistischen Gründen wieder entlassen. Die Familie wurde der Gruppe der „Zigeuner“ zugerechnet und ar durchgehend Sanktionen und Schikanen des NS-Regimes ausgesetzt. Beispielsweise versuchte die Stadtverwaltung im März 1936 den Guttenbergers das Wahlrecht zu entziehen. Im März 1943 wurden acht Mitglieder seiner Familie verhaftet und deportiert. Danach war Ludwig Guttenberger auf der Flucht. Er wurde im Juni 1943 in Tübingen verhaftet, kam jedoch Anfang Oktober 1943 zur eignen Überraschung frei. Am 27. Oktober 1943 wurde er erneulich verhaftet, in das KZ Auschwitz deportiert, am 30. März 1944 in das KZ Ravensbrück verlegt, am 30. September 1944 in das KZ Bergen-Belsen. Wegen der herannahenden Feindtruppen wurde das KZ Bergen-Belsen geräumt und die Häftlinge wurden auf dem früheren Luxusdampfer Cap Arcona untergebracht. Am 3. Mai 1945 versenkten britische Luftstreitkräfte das Schiff in der Lübecker Bucht. Sie vermuteten darauf irrtümlicherweise deutsche Truppen, in Wirklichkeit befanden sich an Bord 7.500 KZ-Häftlinge. Unter den Opfern befand sich auch Ludwig Guttenberger. |
|              | HIER WOHNTE MARIA GUTTENBERGER JG. 1928 DEPORTIERT 1943 AUSCHWITZ ERMORDET 1943                                                               | Römmelgasse 8 (Lage)         | Maria Guttenberger |
|              | HIER WOHNTE ELSA HEINRICH JG. 1899 EINGEWIESEN 1940 GRAFENECK ERMORDET 5.11.1940 AKTION T4                                                    | Sonnenscheinstraße 21 (Lage) | Elsa Heinrich, geboren am 27. September 1899, litt an Epilepsie. Der lange Aufenthalt in der Anstalt Stetten war für sie ein Martyrium; u. a. trat sie in einen Hungerstreik und beging einen Suizidversuch. Im Rahmen der Euthanasie (Aktion T4) wurde Elsa Heinrich am 5. November 1940 in Grafeneck ermordet. |
|              | HIER WOHNTE KARL HOTTMANN JG. 1906 EINGEWIESEN 1940 GRAFENECK ERMORDET 29.11.1940 AKTION T4                                                   | Grafenbergweg 2 (Lage)       | Karl Hottmann, geboren am 20. Januar 1906, war der Sohn einer Winzerfamilie. Als Patient der Anstalt Stetten wurde er in die „Landespflegeanstalt“ Grafeneck eingewiesen und am 29. November 1940 im Rahmen der NS-Euthanasieverbrechen dort ermordet. |
|              | HIER WOHNTE ALBERT KOHLER JG. 1925 EINGEWIESEN 1940 GRAFENECK ERMORDET 10.9.1940 AKTION T4                                                    | Neue Straße 14 (Lage)        | Albert Kohler, geboren am 10. Juli 1925 in Schorndorf, wurde als 12-Jähriger in die Anstalt Stetten eingewiesen. Von den Nationalsozialisten als „arbeitsunfähig und schwachsinnig“ eingestuft, wurde er im Rahmen der Euthanasie-Aktion T4 am 29. November 1940 in Grafeneck ermordet. |
|              | HIER WOHNTE ALBERT-GOTTHILF KRAUTER JG. 1891 IM WIDERSTAND VERHAFTET 22.6.1942 FLOSSENBÜRG ERMORDET 18.9.1942                                 | Aichenbachstraße 45          | Albert-Gotthilf Krauter, |

## Verlegedaten
- 25. September 2008: Römmelgasse 8 (Anton, Berta, Johanna, Johannes und Maria Guttenberger)
- 3. Oktober 2009: Neue Straße 23, Römmelgasse 8 (Karl Eckstein und Elisabeth Guttenberger)
- 9. Dezember 2010: Grafenbergweg 2, Neue Straße 14, Sonnenscheinstraße 21
- 30. Juni 2016: Römmelgasse 13
- 3. Mai 2021: Römmelgasse 8 (Ludwig Guttenberger), Verlegung erstmals ohne G. Demnig
- 11. September 2021: Schillerstraße 74 und Aichenbachstraße 45

Die Geschichte der Familie Guttenberger wurde von Eberhard Abele recherchiert und aufgearbeitet.